# 潔德·佩蒂約翰
潔德·佩蒂約翰（英語：Jade Pettyjohn，2000年11月8日—）是一位美国女演员。 她因在《體操小公主》中飾演McKenna Brooks而闻名，也在尼可國際兒童頻道的电视连续剧《摇滚校园》中饰演Summer。

## 生活与职业
在从事电影和电视事业之前，佩蒂約翰从七岁开始就与当地儿童歌舞团一起表演。她曾在多部电视连续剧中飾演过各种角色，包括《末日重生》，《犯罪心理：嫌犯動機》、《格林》、《倒錯人生》、《心計》和《天才仁心》。她還在2017年1月播出的Nickelodeon Original Movie Rufus 2中参演。

## 外部連結
- 潔德·佩蒂約翰在互联网电影资料库（IMDb）上的資料（英文）
- 潔德·佩蒂約翰的X（前Twitter）